# جزيرة الأحرار
جزيرة الأحرار أو جزيرة الأعجام (سابقا) إحدى قرى مركز طوخ التابع لمحافظة القليوبية بجمهورية مصر العربية.

## السكان
بلغ عدد سكان جزيرة الأحرار 5,876 نسمة، حسب الإحصاء الرسمي لعام 2006.